# Carl Peter Rothe
Carl Peter Rothe (29. december 1810 i København – 24. februar 1870 sammesteds) var en dansk godsejer og officer.
Han var søn af generalmajor Harald Rothe, blev 1827 sekondløjtnant i Livregment Kyrasserer, 1831 kammerjunker, 1833 forsat til Husarregimentet, 1836 premierløjtnant og samme år regimentsadjudant, 1838 sekondritmester og fik 1842 afsked som ritmester. Han blev 13. september 1848 Ridder af Dannebrog og 1859 kammerherre.
1840 overtog han fra faderen Aggersvold, som han i 1865 solgte til grev Christian Albrecht Lerche.
Rothe blev gift 1835 i Altona med Henriette Marie Vilhelmine, baronesse Sirtema van Grovestins (26. oktober 1816 - ?). Han døde barnløs, og den adlede gren af slægten Rothe uddøde derfor med ham.